# 綿野恵太
綿野 恵太（わたの けいた、1988年 - ）は、日本の評論家。

## 人物・経歴
大阪府生まれ。大阪大学文学部卒業。一橋大学大学院言語社会研究科修了、修士（学術）。修士論文では田川建三を研究。2013年太田出版入社。同社編集者を経て、退社。『「差別はいけない」とみんないうけれど。』が紀伊國屋じんぶん大賞2020 2位入賞。

## 著書
- 『「差別はいけない」とみんないうけれど。』平凡社 2019年
- 『みんな政治でバカになる』晶文社 2021年
- 『「逆張り」の研究』筑摩書房 2023年

### 共著
- 『思想としての〈新型コロナウイルス禍〉』（大澤真幸ほか著）河出書房新社 2020年
- 『吉本隆明 : 没後10年、激動の時代に思考し続けるために』（河出書房新社編集部編）河出書房新社 2022年